# Галицкое восстание (1144)
Галицкое восстание — восстание жителей города Галича против Владимира Володаревича, первого князя единого Галицкого княжества, основателя первой Галицкой династии, младшего сына Володаря Ростиславича в 1144 году.
Объединив в 1141 году ряд удельных княжеств в единое Галицкое княжество, Владимирко боролся за независимость княжества от великих князей киевских Всеволода Ольговича (1139—1146) и Изяслава Мстиславича (с перерывами 1146—1154) и пытался присоединить к своим владениям Волынскую землю.
Однако в борьбе за Волынь с киевским князем Всеволодом II Ольговичем потерпел неудачу. Князь Всеволод Ольгович выступил против Владимирка во главе большой коалиции князей и совершил маневр, пойдя в обход галичского князя на Перемышль и Галич. Среди воинства Владимирка, которое боялось за оставленных в городе жен, началось беспокойство, которое могло перерасти в открытый бунт. Владимирко Володаревич стал просить Киевского князя о мире, по условиям которого он обязался выплатить Киеву 1400 гривен серебра и признать зависимость от него. Тяжелые условия договора, возложенные на плечи галичан, вызвали недовольство горожан и стали поводом к восстанию.
Воспользовавшись отъездом Владимира на охоту в Теребовлю на довольно продолжительное время, недовольные им галичане решили воспользоваться отсутствием князя и свергнуть его. Галичане призвали княжить Звенигородского князя Ивана Берладника. Честолюбивый князь Иван не замедлил явиться и завладеть Галичем. Узнав об этом, Владимир вскоре появился под стенами Галича с многочисленным войском. Началась осада города. Осажденные крепко выдерживали натиск дружины Владимира и своими вылазками наносили ему большой вред. В вылазках принимал участие и Иван Ростиславич, но в одну из них был отрезан войсками Владимира от города, пробился и вынужден был навсегда покинуть княжество. Сначала он устремился к Дунаю (Берлад), а «оттуда полем прибежал к Всеволоду Киеву», то есть степями, через реки Прут, Днестр, Буг в Киев, к великому князю Всеволоду Ольговичу, непримиримому врагу галицкого князя.
Горожане же были вынуждены сдаться и подверглись жестокому наказанию за участие в восстании.